# Laemophloeus murrayensis
Laemophloeus murrayensis is een keversoort uit de familie dwergschorskevers (Laemophloeidae). De wetenschappelijke naam van de soort werd in 1908 gepubliceerd door Thomas Blackburn.